# Sten Sköld
Sten Albin "Lill-Bullan" Sköld, född 14 juni 1930 i Kungsholms församling, Stockholm, död 4 januari 2002 i Högalids församling, Stockholm, var en svensk musiker och sångare. Han var medlem av Vårat gäng. 

## Filmografi (urval)
- 1943 – Kajan går till sjöss
- 1954 – Flicka med melodi

## Teater och revy

### Roller (ej komplett)
| År   | Roll        | Produktion                                                                             | Regi         | Teater       |
| ---- | ----------- | -------------------------------------------------------------------------------------- | ------------ | ------------ |
| 1952 | Medverkande | Här håller vi hus, revy Nils Perne, Sven Paddock, Lars Perne och Carl-Gustaf Lindstedt | Sven Paddock | Scalateatern |